# Georges Maton
Pour les articles homonymes, voir Maton.

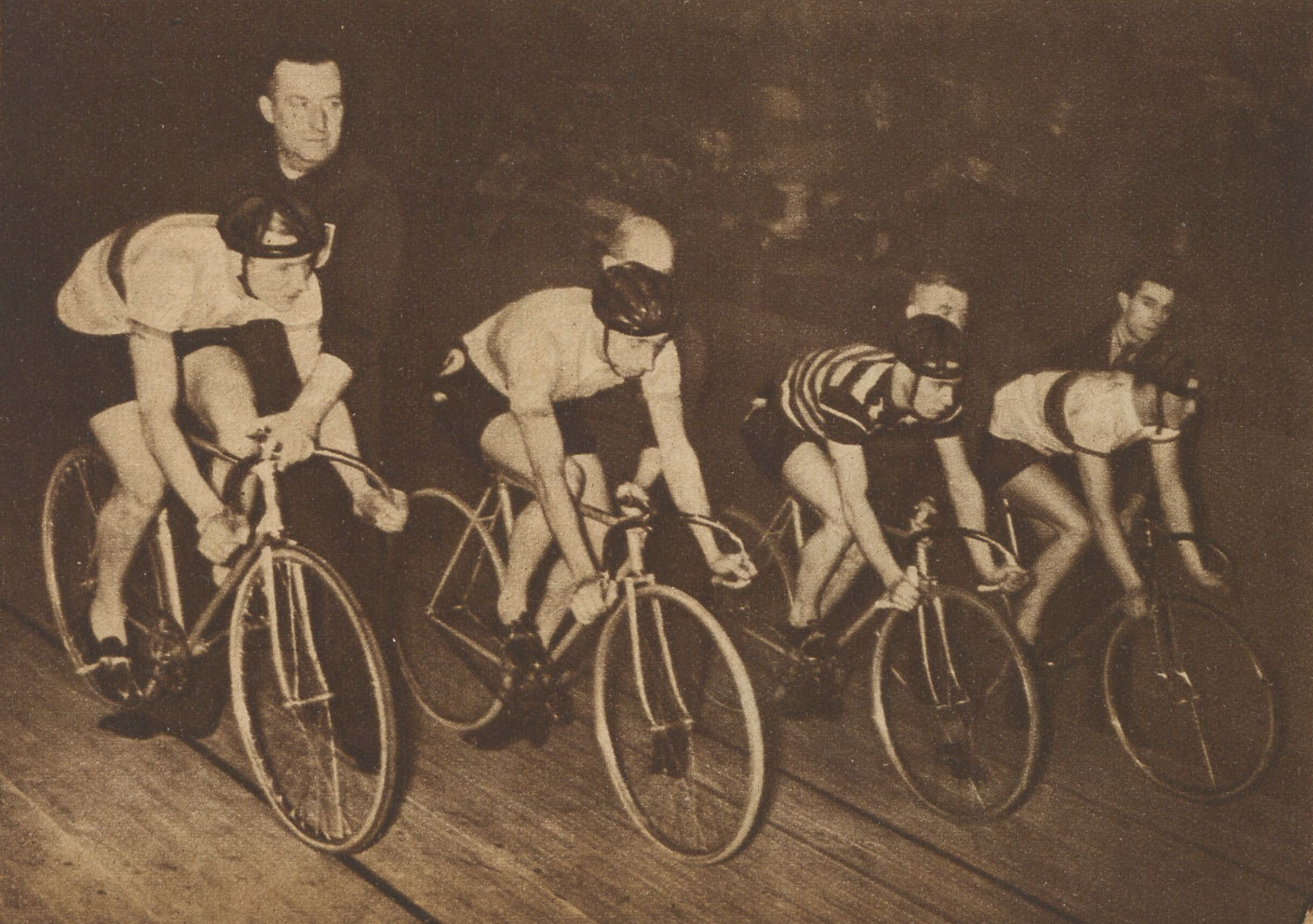
Lorenz, Maton, Georget et Hasselberg, match France-Allemagne à la Deutschlandhalle de Berlin, 27-11-1936

Georges Maton est un coureur cycliste français, né le 26 octobre 1913 à Lille (Nord) et mort le 6 juillet 1998 à Le Perreux-sur-Marne (Val-de-Marne).

## Biographie
En 1936, il participe au match Allemagne-France amateur (Lorenz, Hasselberg vs. Georget, Maton) à la Deutschlandhalle de Berlin.

## Palmarès
- Jeux olympiques d'été
  -  Médaille de bronze en cyclisme sur piste en tandem aux Jeux olympiques d'été de 1936 à Berlin avec Pierre Georget

- Finale de la Médaille du 7 novembre 1932[3]
- 3e du Grand Prix Cyclo-Sport de vitesse en 1939